# Monumento alla Resistenza europea
Le Monumento alla Resistenza europea (Monument à la Résistance européenne), situé à Côme en Italie, est une œuvre du sculpteur milanais Gianni Colombo (en) en mémoire de la résistance contre le nazisme en Europe. Le mémorial est également dédié aux victimes des bombardements atomiques de 1945, des camps d'extermination et, plus généralement, de la Seconde Guerre mondiale.

## Emplacement
Il occupe une place de choix dans un parc, les Gardini pubblici a Lago, sur les rives du lac de Côme, sur le sentier Lungolago Mafalda di Savoia, près du monument aux morts construit par Giuseppe Terragni, le Monumento ai Caduti.

## Projet
Le monument a été édifié par la municipalité de Côme, sur la proposition de l'Istituto Comasco per la Storia del Movimento di Liberazione (Institut pour l'histoire du mouvement de libération de Come, aujourd'hui : Istituto di Storia Contemporanea "Pier Amato Perretta" : Institut d'histoire contemporaine "Pier Amato Perretta"). À la suite d'un concours organisé en 1978, une commission d'experts présidée par le maire de Come, Antonio Spallino, a sélectionné le projet gagnant parmi 34 propositions soumises et déterminé l'emplacement. Le 28 mai 1983, Antonio Spallino a inauguré le monument en présence du président italien de l'époque Sandro Pertini.

## Description
Le mémorial se compose de trois rampes circulaires en granit munies d'escaliers qui mènent dans le vide, symbolisant la situation désespérée des prisonniers des nazis. Entre ces escaliers se trouvent trois panneaux métalliques, hauts de 4,5 m et inclinés à un angle de 55 degrés. 18 courts textes, écrits par des résistants de 18 pays peu de temps avant leur exécution, sont gravés dans la langue originale de leur auteur, parfois en reproduisant leur écriture. La plupart d'entre eux proviennent de l'anthologie Lettere di condannati a morte della Resistenza Europea. Les tablettes de marbre entre les rampes montrent des traductions en plusieurs langues, dont l'allemand. La résistance allemande est représentée par Elli Voigt avec le texte suivant, une citation de la lettre d'adieu à son mari, en majuscules : « ALLEMAGNE - DANS L'ESPOIR POUR LA VIE, JE VAIS À LA MORT.JE PARS AVEC FOI EN UNE VIE MEILLEURE POUR VOUS - ELLI VOIGT OUVRIERE DÉCAPITEE LE 8 DÉCEMBRE 1944. »
Une stèle à côté des escaliers contient des fragments de pierre provenant des camps d'extermination de Natzweiler-Struthof, Ravensbrück, Sachsenhausen, Bergen-Belsen, Auschwitz, Dachau, Mauthausen. Une sculpture pyramidale en fer contenant une pierre en provenance d'Hiroshima commémore les victimes de la bombe atomique.

## Dix-huit résistants
Les résistants suivants sont cités sur les panneaux. Belgique : Marguerite Bervoets, Bulgarie : Ahmed Tatanov Ammedov, Danemark : Christian Ulrik Hansen, Allemagne : Elli Voigt, France : Jacques Decour, Grèce : Serafim Triantafyllou, Italie : Pier Amato Perretta, Yougoslavie : Ratko Žarić, Luxembourg : Adolphe Claude, Pays - Bas Anne Frank, Norvège Borgen Bøe, Autriche Rudolf Fischer, Pologne : Inscription sur une paroi cellulaire du siège de la Gestapo à Varsovie, Roumanie : Filomon Sârbu / Sîrbu, Union soviétique : Irina Malozon, Tchécoslovaquie : Julius Fučík, Hongrie : István Pataki, Galice : Chaim - un garçon de 14 ans au nom des Juifs de toute l'Europe.